# نیپومو (کالیفرنیا)
نیپومو (به انگلیسی: Nipomo) یک منطقهٔ مسکونی در ایالات متحده آمریکا است که در شهرستان سن لوییز اوبیسپو، کالیفرنیا واقع شده‌است. نیپومو ۳۸٫۴۶۷ کیلومتر مربع مساحت و ۱۶٬۷۱۴ نفر جمعیت دارد و ۱۰۱ متر بالاتر از سطح دریا واقع شده‌است.